# Koza Wielka
Koza Wielka (deutsch Groß Kosel) ist ein Dorf mit etwa 230 Einwohnern in der Gemeinde Perzów in Polen. Es liegt südöstlich von Syców (deutsch: Groß Wartenberg) und gehört dem Powiat Kępiński, Woiwodschaft Großpolen an.

## Geschichte
Das Dorf ist ein typisch mittelalterliches Straßendorf, das aus der deutschen Ostsiedlung hervorging und sich im südöstlichen Einzugsbereich von Syców befindet, gehörte zur Herrschaft der Familie Biron von Curland. 1920 wurden infolge des Versailler Vertrags die östlichen Teile des Kreises Groß Wartenberg mit dem Dorf Groß Kosel der neu gegründeten Republik Polen zugesprochen. Die Grenze zu Polen verlief unmittelbar vor der katholischen Kirche St. Philipp und Jakob, einer seit dem Mittelalter nachweisbaren Holzkirche, die zum Kirchsprengel von Groß Wartenberg gehörte. Die deutsche Bevölkerung, die sich trotz neuer Grenze weiterhin nach Groß Wartenberg orientierte, wurde erst 1945 am Ende des Zweiten Weltkriegs vertrieben. Bei einer Verwaltungsreform wurde das Dorf 1975 Teil der Wojewodschaft Kalisz, bei einer erneuten Reform 1999 dann in die Wojewodschaft Großpolen. Im heute polnischen Koza Wielka leben nur noch wenige ehemals deutsche Bewohner.

## Sehenswürdigkeiten
- Römisch-katholische Filialkirche St. Philipp und Jakob, Schrotholzkirche aus der Wende vom 17. zum 18. Jahrhundert

## Weblinks

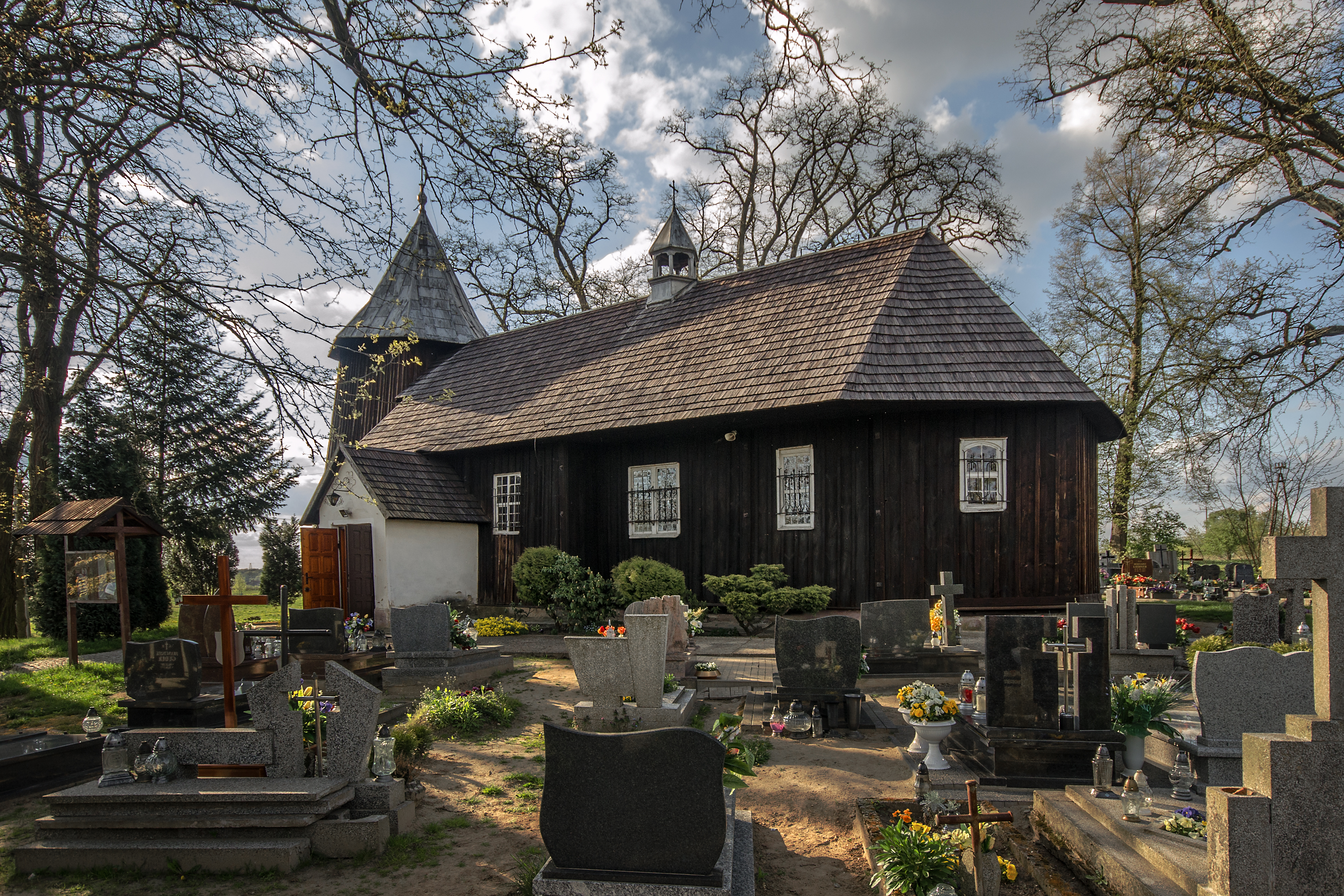
Schrotholzkirche in Groß Kosel